# Artas (Isère)
{
Artas é uma comuna francesa na região administrativa de Auvérnia-Ródano-Alpes, no departamento de Isère.